# Amathusa
Amathusa (altgriechisch Ἀμάθουσα Amáthousa) ist eine Person der griechischen Mythologie.
Sie erscheint beim spätantiken Grammatiker Stephanos von Byzanz als Mutter des Kinyras sowie als eponyme Heroine der Stadt Amathous auf Zypern. Alternativ dazu wird als namensgebender Gründer der Stadt Amathes, ein Sohn des Herakles, genannt.